# Mannamakanahalli, Arsikere
Mannamakanahalli là một làng thuộc tehsil Arsikere, huyện Hassan, bang Karnataka, Ấn Độ.